# 大相撲平成28年1月場所
大相撲平成28年1月場所（おおずもうへいせい28ねん1がつばしょ）は、2016年1月10日から1月24日まで両国国技館で開催された大相撲本場所。
幕内最高優勝は大関・琴奨菊和弘（14勝1敗・初優勝）。

## 場所前の話題など
- この場所は、2015年11月20日に当時現職理事長だった北の湖親方（元横綱・北の湖）が死去し、同年12月18日に八角親方（元横綱・北勝海）が後任の理事長に就任して新体制となった日本相撲協会の下で興行される初めての本場所となった[1]。
- 平成18年1月場所で当時の大関・栃東が優勝して以来、日本出身力士の優勝が無くなってからこの場所で10年となり、大関稀勢の里ら日本出身の上位力士に10年ぶりの優勝が期待された[2]。

## 番付・星取表
| 東       | 成績       | 結果   | 番付   | 西       | 成績      | 結果   |
| -------- | ---------- | ------ | ------ | -------- | --------- | ------ |
| 日馬富士 | 12勝3敗    |        | 横綱   | 白鵬     | 12勝3敗   |        |
| 鶴竜     | 10勝5敗    |        | 横綱   |          |           |        |
| 稀勢の里 | 9勝6敗     |        | 大関   | 照ノ富士 | 3勝3敗9休 |        |
| 琴奨菊   | 14勝1敗    | 優勝   | 大関   | 豪栄道   | 4勝11敗   |        |
| 栃煌山   | 7勝8敗     |        | 関脇   | 嘉風     | 8勝7敗    |        |
| 勢       | 5勝10敗    |        | 小結   | 栃ノ心   | 6勝9敗    |        |
| 安美錦   | 6勝8敗1休  |        | 前頭1  | 松鳳山   | 5勝10敗   |        |
| 宝富士   | 8勝7敗     |        | 前頭2  | 碧山     | 7勝8敗    |        |
| 逸ノ城   | 2勝13敗    |        | 前頭3  | 魁聖     | 5勝10敗   |        |
| 旭秀鵬   | 7勝8敗     |        | 前頭4  | 琴勇輝   | 9勝6敗    |        |
| 大砂嵐   | 0勝0敗15休 |        | 前頭5  | 蒼国来   | 8勝7敗    |        |
| 德勝龍   | 4勝11敗    |        | 前頭6  | 隠岐の海 | 10勝5敗   |        |
| 豊ノ島   | 12勝3敗    | 殊勲賞 | 前頭7  | 玉鷲     | 5勝10敗   |        |
| 妙義龍   | 8勝7敗     |        | 前頭8  | 髙安     | 11勝4敗   |        |
| 佐田の海 | 7勝8敗     |        | 前頭9  | 臥牙丸   | 7勝8敗    |        |
| 千代鳳   | 5勝7敗3休  |        | 前頭10 | 御嶽海   | 5勝8敗2休 |        |
| 遠藤     | 1勝6敗8休  |        | 前頭11 | 阿夢露   | 7勝8敗    |        |
| 千代大龍 | 8勝7敗     |        | 前頭12 | 正代     | 10勝5敗   | 敢闘賞 |
| 豪風     | 10勝5敗    |        | 前頭13 | 貴ノ岩   | 9勝6敗    |        |
| 常幸龍   | 2勝4敗9休  |        | 前頭14 | 豊響     | 8勝7敗    |        |
| 誉富士   | 4勝11敗    |        | 前頭15 | 北太樹   | 7勝8敗    |        |
| 輝       | 4勝11敗    |        | 前頭16 |          |           |        |

## 優勝争い
前場所優勝の横綱日馬富士は2日目に金星を配給し、横綱鶴竜も3日目に金星を配給して、それぞれ1敗。日本出身力士では最も番付の高かった大関稀勢の里は初日に土が付いて黒星発進となった。他の大関陣も照ノ富士と豪栄道はともに3日目で初黒星となったが、休場明けの琴奨菊だけは大関陣でただ一人全勝を守り、同じく全勝の横綱白鵬と並走する展開となった。7日目に平幕の髙安が敗れた後はこの2人だけが連勝を続けた。
2人だけとなった全勝力士は11日目に直接対決となり、押し出しで琴奨菊が勝利。福岡県柳川市出身の琴奨菊が単独トップとなったことで、日本出身力士の10年ぶりの優勝が次第に現実味を帯びてきた。2日目に金星を配給した後は勝ち続けていた1敗の日馬富士も12日目に琴奨菊と対戦して敗れたことで、この時点で自力優勝の可能性がある力士は琴奨菊だけになった。琴奨菊は9日目に鶴竜にも勝っているため、平成3年1月場所の霧島以来となる3日連続の横綱戦勝利となった。琴奨菊は翌13日目に2敗の平幕豊ノ島に敗れて1敗に後退し白鵬と並んだが、白鵬は14日目と千秋楽に連敗し、一方の琴奨菊は連勝で14勝1敗とし、自身初めての幕内最高優勝を果たすとともに、日本出身力士としては10年ぶりの優勝となった。優勝次点は12勝3敗の横綱日馬富士、白鵬、平幕豊ノ島の3人だった。また、大関の地位での優勝は、それぞれ横綱昇進場所であった日馬富士（平成24年9月場所）、鶴竜（平成26年3月場所）以来である。
三賞は、殊勲賞にはこの場所優勝した琴奨菊に唯一の黒星を付けて自身も優勝次点の豊ノ島が、敢闘賞には新入幕で10勝を挙げた正代が、それぞれ受賞した。技能賞は該当者がいなかった。

## 各段優勝・三賞
| タイトル     | タイトル     | 四股名         | 地位           | 回数             | 成績       | 部屋         | 出身               | 備考                                                                                      |
| ------------ | ------------ | -------------- | -------------- | ---------------- | ---------- | ------------ | ------------------ | ----------------------------------------------------------------------------------------- |
| 幕内最高優勝 | 幕内最高優勝 | 琴奨菊和弘     | 東大関2枚目    | 初優勝           | 14勝01敗   | 佐渡ヶ嶽部屋 | 福岡県柳川市       |                                                                                           |
| 三賞         | 殊勲賞       | 豊ノ島大樹     | 東前頭7枚目    | 44場所ぶり03度目 | 12勝03敗   | 時津風部屋   | 高知県宿毛市       |                                                                                           |
| 三賞         | 敢闘賞       | 正代直也       | 西前頭12枚目   | 初受賞           | 10勝05敗   | 時津風部屋   | 熊本県宇土市       |                                                                                           |
| 三賞         | 技能賞       | 該当者なし     | 該当者なし     | 該当者なし       | 該当者なし | 該当者なし   | 該当者なし         | 該当者なし                                                                                |
| 十両優勝     | 十両優勝     | 英乃海拓也     | 西十両2枚目    | 初優勝           | 11勝04敗   | 木瀬部屋     | 東京都江戸川区     |                                                                                           |
| 幕下優勝     | 幕下優勝     | 栃丸正典       | 東幕下13枚目   | 初優勝           | 06勝01敗   | 春日野部屋   | 東京都練馬区       | 栃飛龍幸也、宇良和輝、照強翔輝、濱口航洋、 大翔岩慎一朗、虎太郎正道、貴源治賢が優勝同点。 |
| 三段目優勝   | 三段目優勝   | 千代の海明太郎 | 東三段目9枚目  | 初優勝           | 7戦全勝    | 九重部屋     | 高知県幡多郡黒潮町 |                                                                                           |
| 序二段優勝   | 序二段優勝   | 魁渡頌胆       | 東序二段64枚目 | 初優勝           | 7戦全勝    | 浅香山部屋   | 新潟県佐渡市       | 千代嵐慶喜が優勝同点。                                                                    |
| 序ノ口優勝   | 序ノ口優勝   | 琴鎌谷将且     | 東序ノ口20枚目 | 初優勝           | 7戦全勝    | 佐渡ヶ嶽部屋 | 千葉県松戸市       |                                                                                           |

## トピック
- この場所は、2015年11月23日付で北の湖部屋を山響親方（元幕内・巌雄）が継承し、山響部屋が発足してから初の本場所となった[3]。
- この場所の新入幕力士のうちの1人である輝は、高田川親方（元関脇・安芸乃島）が2009年8月に高田川部屋を継承して以降で初めての幕内力士となった[4]。
- この場所は休場した関取（後に再出場した者を含む）が10人となり、平成17年7月場所以来、約11年ぶりの多さになった[5]。
- この場所3日目の横綱鶴竜戦に勝った安美錦は、新入幕から93場所目での金星獲得となり、寺尾（89場所）の記録を抜いて史上1位となった[6]。
- この場所5日目の幕内取組（NHKテレビ生中継）において、2016年1月2日・3日の第92回箱根駅伝競走で往路・総合共に大会2連覇を達成した、青山学院大学陸上競技部・長距離ブロック監督の原晋が、特別ゲストとして初出演する[7]。
- この場所8日目の大関稀勢の里と大関琴奨菊の取組は幕内通算58回目の対戦で、史上最多記録（武蔵丸と貴ノ浪の58回）に並んだ[8]。
- この場所10日目に横綱白鵬が10勝目を挙げたことで横綱としての2桁白星が通算50場所目となり、北の湖（49場所）の記録を抜いて史上1位となった[9]。
- この場所12日目に元幕内の幕下大道が現役を引退し、年寄・小野川を襲名した[10]。
- この場所13日目に元幕内の三段目土佐豊が現役を引退し、年寄・安治川を襲名した[11]。
- この場所後に日本相撲協会の役員候補選挙が実施され、新しい協会内部理事10人と副理事3人の候補者が決定した[12]。